# Ugali
Ugali je pokrm, který je typický pro jižní Keňu. Vyrábí se z kukuřičné mouky, vody a soli.
Recept je jednoduchý: do vroucí vody se nasype stejný objem kukuřičné mouky, dochutí se dvěma lžičkami soli. Po uvaření se několik minut hněte.